# Ungarische Badmintonmeisterschaft 2006
Die Ungarische Badmintonmeisterschaft 2006 fand am 4. und 5. Februar 2006 statt.

## Sieger und Platzierte
| Disziplin    | Gold                                | Silber                       | Bronze                            |
| ------------ | ----------------------------------- | ---------------------------- | --------------------------------- |
| Herreneinzel | Attila Kaposi                       | Henrik Tóth                  | Kristóf Horváth                   |
| Herreneinzel | Attila Kaposi                       | Henrik Tóth                  | Csaba Szikra                      |
| Dameneinzel  | Csilla Gondáné Fórián               | Sarolta Varga                | Boglárka Újvári                   |
| Dameneinzel  | Csilla Gondáné Fórián               | Sarolta Varga                | Zsuzsa Czifra                     |
| Herrendoppel | András Sinka Csaba Szikra           | Zsolt Kocsis Antal Goetter   | Péter Kapitány Henrik Tóth        |
| Herrendoppel | András Sinka Csaba Szikra           | Zsolt Kocsis Antal Goetter   | Tamás Fazekas Márk Szent-Andrássy |
| Damendoppel  | Zsuzsa Czifra Csilla Gondáné Fórián | Réka Sárosi Sarolta Varga    | Rita Dolmány Sára Fekete          |
| Damendoppel  | Zsuzsa Czifra Csilla Gondáné Fórián | Réka Sárosi Sarolta Varga    | Edina Kisvári Dóra Kovács         |
| Mixed        | Csaba Retkes Gabriella Papp         | Péter Kapitány Zsuzsa Czifra | Márk Szent-Andrássy Sarolta Varga |
| Mixed        | Csaba Retkes Gabriella Papp         | Péter Kapitány Zsuzsa Czifra | András Sinka Zsófia Kovács        |